# 長淵盧氏
長淵盧氏（チャンヨンノし、장연노씨）は、朝鮮の氏族の一つ。本貫は黄海南道長淵郡である。2015年の調査では、10,907人である。
始祖は中国唐の翰林学士を務めていた時に新羅に派遣された盧穂の4番目の息子で長淵伯に封じられた盧坵である。
光州盧氏、交河盧氏、豊川盧氏、安東盧氏、安康盧氏、延日盧氏、平壌盧氏、谷山盧氏と共に盧氏中央宗親会をなしている。

## 集姓村
- 慶尚南道昌寧郡大合面主梅里
- 慶尚南道昌寧郡梨房面雁里
- 平安南道大同郡栗里面
- 平安南道平原郡検山面検西里[4]